# Mychajlo Fomenko
Mychajlo Ivanovytsj Fomenko (Oekraïens: Михайло Іванович Фоменко, Russisch: Михаил Фоменко)(Mala Ribitsja, 19 september 1948 – 29 april 2024) was een Oekraïens voetballer en voetbalcoach. Ten tijde van de Sovjet-Unie werd zijn naam in het Russisch geschreven als Michail Fomenko. 

## Carrière
Mychajlo Fomenko werd in 1948 geboren in Mala Rybytsja, dat toen deel uitmaakte van de Sovjet-Unie. Hij voetbalde in zijn jeugdjaren voor Spartak Soemy en maakte in 1965 zijn debuut in het eerste elftal van de club. Vijf jaar later stapte de centrale verdediger over naar Zorja Vorosjylovhrad. In 1972 versierde hij een transfer naar Dynamo Kiev. In zijn eerste seizoen werd hij vicekampioen achter zijn ex-club Vorosjylovhrad. Dat jaar maakte Fomenko ook zijn debuut voor de nationale ploeg van de Sovjet-Unie.
Met Kiev, dat vanaf 1973 geleid werd door de Oekraïense succescoach Valerij Lobanovskyj, won Fomenko verscheidene prijzen. Het hoogtepunt beleefde hij in 1975, toen hij met Kiev de landstitel en Europacup II veroverde. In de finale van de Europacup II versloegen Fomenko en zijn ploeggenoten het Hongaarse Ferencvárosi TC met 3-0. Vijf maanden later veroverde Kiev ook de UEFA Super Cup door met 2-0 te winnen van Europacup I-winnaar Bayern München.
Fomenko maakte geen deel uit van de nationale selectie die in 1972 de finale van het EK in België bereikte. Vier jaar later mocht hij met de Sovjet-Unie, dat inmiddels gecoacht werd door Dynamo Kiev-trainer Lobanovskyi, wel deelnemen aan de Olympische Spelen in Montreal. De Sovjet-Unie veroverde een bronzen medaille door in de troostfinale met 2-0 te winnen van Brazilië.
In 1979 zette de 31-jarige verdediger een punt achter zijn spelerscarrière. Hij was van 2012 tot 2016 bondscoach van het Oekraïens voetbalelftal. Met het nationaal elftal nam Fomenko deel aan twee Europees kampioenschappen, met tweemaal de groepsfase als eindstation.
Fomenko was ereburger van de stad Soemy.
Fomenko overleed op 75-jarige leeftijd.
1 Bojko ·
2 Boetko ·
3 Chatsjeridi ·
4 Tymosjtsjoek ·
5 Koetsjer ·
6 Stepanenko ·
7 Jarmolenko ·
8 Zozoelja ·
9 Kovalenko ·
10 Konopljanka ·
11 Seleznjov ·
12 Pjatov ·
13 Sjevtsjoek ·
14 Rotan ·
15 Boedkivskyj ·
16 Sydortsjoek ·
17 Fedetskyj ·
18 Rybalka ·
19 Harmasj ·
20 Rakitskyj ·
21 Zintsjenko ·
22 Karavajev ·
23 Sjevtsjenko ·
Coach: Fomenko